# Strandtrehage
Strandtrehage (Triglochin maritima), ofte skrevet Strand-Trehage, er en græsagtig vildstaude med en tueformet, opstigende vækst og små, grønlige blomster. Arten er typisk for lave kyster, strandenge og rørsumpe langs havet.

## Beskrivelse
Strandtrehage er en flerårig, urteagtig plante med en tueformet vækst. Bladene er grundstillede og opstigende. De er kødfulde og runde eller ovale i tværsnit. Farven er grågrøn til græsgrøn. Blomstringen foregår i juni-august, hvor man finder blomsterne samlet i endestillede aks. De enkelte blomster er 3-tallige og regelmæssige med 6 grønlige, hvidlige eller purpurrøde blomsterblade. Frugterne er spaltefrugter.
Rodsystemet består af en kort, lodret rodstok, der bærer både blade og de trævlede rødder. Planten er salttålende og klarer sig fint ved kyster med svag bølgepåvirkning.
Tuens blade bliver ca. 50 cm høje, og tuens bredde først omtrent 30 cm, men senere breder den sig og bliver fladedækkende. De blomstrende stængler når op til 20 cm højere op end tuens blade.

## Udbredelse
Strandtrehage har sin naturlige udbredelse i Nordamerika, Mellemøsten, Kaukasus, Centralasien, russisk fjernøsten, Himalaya, Kina, Korea, Japan og det meste af Europa. I Danmark er arten almindelig over hele landet.

## Habitat
I Danmark findes langs lave kyster, dvs. i rørsumpe og på strandenge. I vesterhavsmarsken vokser arten på den lidt højere del af slikken sammen med bl.a. kveller, strandannelgræs, strandasters, strandvejbred, strandgåsefod, vadegræs og vingefrøet hindeknæ.

## Anvendelse og giftighed
Den er spiselig i tilberedt tilstand og har en mild smag af coriander.
Planten indeholder glykosider, som danner blåsyre. Bare 15 gram friske blade af strandtrehage er dødelig dosis for et menneske. De skal koges, blancheres, steges eller knuses inden servering. Så frigives blåsyren som fordamper.

## Galleri
|  |  |
|  |  |

## Note
1. ↑  "Krybende  sumpskærm". Den danske Rødliste. Institut for Bioscience, Aarhus Universitet. 2019.
2. ↑  Frederiksen, S., Rasmussen, F.N. and Seberg, O. (2012) Dansk flora. 2. København: Gyldendal.
3. ↑  Bent Vestergaard Petersen: Marskens Flora – en hurtig, men instruktiv oversigt over denne vegetation
4. ↑  Mølgaard, P. (2014) Giftige planter. Koustrup & Co.